# PFC Minyor Pernik
El PFC Minyor Pernik (en búlgaro: ПФК Миньор Перник) es un club de fútbol búlgaro de la ciudad de Pernik fundado en 1919. El equipo disputa sus partidos como local en el estadio Minyor y juega en la B PFG.

## Historia
El club fue fundado en 1919 como SC Krakra y, posteriormente, el 31 de mayo de 1945 pasaron a llamarse Sport Club Rudnichar a raíz de la unificación de los cuatro equipos de Pernik: SC Krakra (1919), SC Svetkavitsa (1932), SC Benkovski (1936) y ZHSK (1941). Esto ocurre poco después de la llegada al poder del comunismo. Tras la Segunda Guerra Mundial el club fue renombrado Repulicanets'46 y finalmente, Minyor, en 1952.

## Récords
- Mayor victoria en la A PFG: 6-0 ante el Torpedo Pleven en 1951.
- Peor derrota en la A PFG 0–8 ante el FC Beroe Stara Zagora en 1973.

## Jugadores

### Jugadores destacados
| - Evlogi Banchev - Ivan Danchev - Velizar Dimitrov - Kiril Djorov - Lyudmil Evgeniev - Anton Evtimov - Dimitar Georgiev - Viktor Georgiev - Kiril Ivkov - Anjelo Kuchukov - Yanek Kuchukov | - Zdravko Lazarov - Georgi Lozanov - Slave Malinov - Oleg Pavlov - Krasimir Svilenov - Mario Valkov - Emil Varadinov - Pavel Vladimirov - Georgi Yordanov - Vančo Trajanov - Farès Brahimi |